# Federico Romero
Federico Romero Sarachaga (Oviedo, 11 de noviembre de 1886-Madrid, 30 de junio de 1976) fue un escritor español, libretista de zarzuela.

## Biografía
Nació en Oviedo, donde su padre era interventor del Banco de España. Por traslados de su padre residió en Bilbao y Zaragoza y estudió el bachillerato en el Real Colegio de Alfonso XIII de El Escorial. Cuando preparaba el ingreso en la Escuela de Minas murió un tío suyo que vivía en La Solana, pueblo de su familia donde Romero pasaba largas temporadas, no tenían hijos y su tía quedó como heredera universal. Le pilló en La Solana y, con el notario tuvo que hacer la declaración jurada de los lindes de las fincas, que eran muchas aunque algunas muy pequeñas. Esto le llevó varios meses y al volver a Madrid le dio pereza continuar la carrera y ganó unas oposiciones a Correos y Telégrafos. Se estaba gestando el proyecto de la Telefonía Nacional y pasó a la secretaría del director general, José Francos Rodríguez, con la misión de recorrer España explicando el nuevo proyecto.
Se casó con su prima hermana, Carmen Sánchez Saráchaga y tuvo dos hijas, María del Socorro y Pilar. Su sobrino, Federico Sánchez Aguilar, escribió su biografía, con el título "Federico Romero en la Historia" Romero colaboraba en varios periódicos y preparaba una zarzuela con Carlos Fernández Shaw, cuando se produjo el fallecimiento de este. Y fue cuando inició la colaboración con su hijo Guillermo. En 1932 estuvo entre los impulsores de la Sociedad General de Autores de España y fue miembro del Instituto de Estudios Madrileños.

## Trayectoria
Escribió en Prensa Gráfica, Nuevo Mundo, La Esfera y Mundo Gráfico y en 1916, con la colaboración de Guillermo Fernández-Shaw y música del maestro Serrano, estrenó La canción del olvido en el Teatro Lírico de Valencia, y dos años después se reestrenó en el Teatro de la Zarzuela de Madrid. El éxito fue clamoroso.
Los estrenos se sucedieron y, casi siempre con la colaboración de Fernández-Shaw, en 1923 puso en escena Doña Francisquita, con música de Vives; en 1926, El caserío, con música de Guridi; en 1926 La villana, también de Vives; en 1928 La meiga, de Guridi; en 1930 La rosa del azafrán, de Guerrero; en 1932, Luisa Fernanda, de Moreno Torroba; en 1934, La chulapona, también de Torroba; en 1936 La tabernera del puerto, de Sorozábal: en 1939, Monte Carmelo, de Torroba; en 1941, Las Calatravas, de Pablo Luna; en 1944, Peñamariana, de Guridi; en 1946, Mambrú se va a a la guerra, de Dotras Vila; en 1952, Aquella canción antigua, también de Dotras Vila, y así hasta cuarenta y nueve. La última, en 1967, El amor no tiene edad fue con números inéditos de Federico Chueca. Estrenó tres comedias: Se vende Salud, en 1947; Los pájaros o Amor es loco y discreto, en 1946; y Tragicomedia del ilustrísimo señor, en 1969, las tres en Madrid.
Publicó los libros Ya viene Santa María, Por la calle de Alcalá, Salamanca, teatro de la Celestina, Mesonero Romanos, activista del madrileñismo, Calixto y Melibea, Rebelión en el retablo, Espuma de silencio (poemas) y prologó Las calles de Madrid, de Pedro de Répide. Hizo el guion de la película Pepita Romero y en 1969 el guion literario y adaptación, en verso, de La canción del olvido, producida por RTVE, y ganadora del Gran Premio Mifed Perla TV de Milán.
En 1932, Romero, con el apoyo de varios compañeros y después de vencer todo tipo de reticencias y cortapisas, fundó la SGAE (Sociedad General de Autores de España) de la que salió elegido consejero delegado y luego Miembro de Honor y Consejero Honorífico. Por la creación de la SGAE le fue concedida la Gran Cruz del Mérito Civil.
Falleció en Madrid el 30 de junio de 1976,víctima de una embolia. Su cadáver fue expuesto en la SGAE, donde tenía colocado un busto.
Hijo adoptivo de La Solana. En esa localidad manchega, Antonio García Cervigón creó la Asociación Cultural Amigos de la Zarzuela “Federico Romero”, que anualmente organiza la “Semana de la Zarzuela”, declarada de Interés Turístico Nacional y que finaliza con la representación, a cargo de vecinos de la villa, de La rosa del azafrán. En 1912 se instaló en el Palacio de Don Diego, de esa localidad manchega, el Museo Federico Romero con objetos del autor, entregados por su sobrino, Federico Sánchez Aguilar, en nombre de la familia al Ayuntamiento entonces presidido por Diego García Abadillo. Federico Romero tiene una calle en Madrid, otra en La Puebla de los Ángeles (México), otra en La Solana, donde también se le erigió un monumento y se puso su nombre a un colegio público, y otra en Hoyo de Manzanares.

## Obras
Su obra más famosa es quizá La rosa del azafrán, junto a Guillermo Fernández-Shaw Iturralde y con música del maestro Jacinto Guerrero, también manchego. Con Guillermo escribió en colaboración los libretos más destacables de su producción total de 49 obras, entre ellas:
- La canción del olvido (1916), para José Serrano Simeón;
- Doña Francisquita (1923), para Amadeo Vives;
- El dictador (1923), para Rafael Millán Picazo;
- El caserío (1926), para Jesús Guridi;
- La meiga (1928), para Jesús Guridi;
- La rosa del azafrán (1930), para Jacinto Guerrero;
- La moza vieja (1931), para Pablo Luna;
- Luisa Fernanda (1932), para Federico Moreno Torroba;
- La tabernera del puerto (1936), para Pablo Sorozábal;
- La Cibeles (1936), para Jacinto Guerrero;
- Monte Carmelo (1939), para Federico Moreno Torroba;
- Peñamariano (1944), para Jesús Guridi;
- El amor no tiene edad (1969), con música inédita de Federico Chueca;